# Gustav Nyquist
Gustav Nyquist (né le 1er septembre 1989 à Halmstad en Suède) est un joueur professionnel suédois de hockey sur glace. Il évolue au poste d'attaquant.

## Biographie

### Carrière en club
Alors qu'il évolue avec l'équipe junior des Malmö Redhawks, Nyquist est choisi au quatrième tour en cent-vingt-et-unième position au total lors du repêchage d'entrée dans la LNH 2008 par les Red Wings de Détroit. Il part en Amérique du Nord en 2008 et poursuit un cursus universitaire à l'Université du Maine. Il évolue dans le Championnat NCAA avec les Black Bears. En 2011, il passe professionnel avec les Griffins de Grand Rapids, club ferme des Red Wings de la Ligue américaine de hockey. Le 1er novembre 2011, il joue son premier match dans la Ligue nationale de hockey face au Wild du Minnesota. Il marque son premier but le 26 mars 2012 face aux Blue Jackets de Columbus. Il remporte la coupe Calder 2013 avec les Griffins.
Le 10 juillet 2015, les Red Wings évitent l'arbitrage en lui faisant signer un contrat de quatre saisons pour un salaire annuel estimé à 4,75 millions de dollars.
Le 25 février 2019, il est échangé aux Sharks de San José en retour d'un choix de 2e ronde en 2019 et d'un choix conditionnel de 3e tour en 2020.
Nyquist quitte les Sharks en tant qu'agent libre et le 1er juillet 2019, il s'entend avec les Blue Jackets de Columbus sur un contrat de quatre ans, d'une valeur de 22 millions de dollars.
Le 1er mars 2023, alors qu'il est blessé à une épaule et qu'il écoule la dernière année de son contrat de quatre ans, les Blue Jackets de Columbus l'échangent au Wild du Minnesota contre un choix de 5e tour en 2023.

### Carrière internationale
Il représente la Suède au niveau international. Il prend part aux sélections jeunes. Il est sélectionné pour les Jeux olympiques de 2014 en remplacement de son coéquipier aux Red Wings de Détroit Johan Franzén, blessé.

## Statistiques

### En club
| Saison     | Équipe                   | Ligue       |     | Saison régulière | Saison régulière | Saison régulière | Saison régulière | Saison régulière |   | Séries éliminatoires | Séries éliminatoires | Séries éliminatoires | Séries éliminatoires | Séries éliminatoires |
| Saison     | Équipe                   | Ligue       | PJ  | B                | A                | Pts              | Pun              | PJ               | B | A                    | Pts                  | Pun                  |                      |                      |
| 2008-2009  | Black Bears du Maine     | Hockey East | 38  | 13               | 19               | 32               | 28               | -                | - | -                    | -                    | -                    |                      |                      |
| 2009-2010  | Black Bears du Maine     | Hockey East | 39  | 19               | 42               | 61               | 20               | -                | - | -                    | -                    | -                    |                      |                      |
| 2010-2011  | Black Bears du Maine     | Hockey East | 36  | 18               | 33               | 51               | 20               | -                | - | -                    | -                    | -                    |                      |                      |
| 2010-2011  | Griffins de Grand Rapids | LAH         | 8   | 1                | 3                | 4                | 2                | -                | - | -                    | -                    | -                    |                      |                      |
| 2011-2012  | Griffins de Grand Rapids | LAH         | 56  | 22               | 36               | 58               | 18               | -                | - | -                    | -                    | -                    |                      |                      |
| 2011-2012  | Red Wings de Détroit     | LNH         | 18  | 1                | 6                | 7                | 2                | 4                | 0 | 0                    | 0                    | 2                    |                      |                      |
| 2012-2013  | Red Wings de Détroit     | LNH         | 22  | 3                | 3                | 6                | 6                | 14               | 2 | 3                    | 5                    | 2                    |                      |                      |
| 2012-2013  | Griffins de Grand Rapids | LAH         | 58  | 23               | 37               | 60               | 34               | 10               | 2 | 5                    | 7                    | 19                   |                      |                      |
| 2013-2014  | Griffins de Grand Rapids | LAH         | 15  | 7                | 14               | 21               | 6                | -                | - | -                    | -                    | -                    |                      |                      |
| 2013-2014  | Red Wings de Détroit     | LNH         | 57  | 28               | 20               | 48               | 10               | 5                | 0 | 0                    | 0                    | 0                    |                      |                      |
| 2014-2015  | Red Wings de Détroit     | LNH         | 82  | 27               | 27               | 54               | 26               | 7                | 1 | 1                    | 2                    | 2                    |                      |                      |
| 2015-2016  | Red Wings de Détroit     | LNH         | 82  | 17               | 26               | 43               | 34               | 5                | 1 | 0                    | 1                    | 6                    |                      |                      |
| 2016-2017  | Red Wings de Détroit     | LNH         | 76  | 12               | 36               | 48               | 18               | -                | - | -                    | -                    | -                    |                      |                      |
| 2017-2018  | Red Wings de Détroit     | LNH         | 82  | 21               | 19               | 40               | 20               | -                | - | -                    | -                    | -                    |                      |                      |
| 2018-2019  | Red Wings de Détroit     | LNH         | 62  | 16               | 33               | 49               | 8                | -                | - | -                    | -                    | -                    |                      |                      |
| 2018-2019  | Sharks de San José       | LNH         | 19  | 6                | 5                | 11               | 4                | 20               | 1 | 10                   | 11                   | 0                    |                      |                      |
| 2019-2020  | Blue Jackets de Columbus | LNH         | 70  | 15               | 27               | 42               | 16               | 10               | 0 | 2                    | 2                    | 4                    |                      |                      |
| 2021-2022  | Blue Jackets de Columbus | LNH         | 82  | 18               | 35               | 53               | 26               | -                | - | -                    | -                    | -                    |                      |                      |
| 2022-2023  | Blue Jackets de Columbus | LNH         | 48  | 10               | 12               | 22               | 16               | -                | - | -                    | -                    | -                    |                      |                      |
| 2022-2023  | Wild du Minnesota        | LNH         | 3   | 1                | 4                | 5                | 0                | 6                | 0 | 5                    | 5                    | 2                    |                      |                      |
| 2023-2024  | Predators de Nashville   | LNH         | 81  | 23               | 52               | 75               | 8                | 6                | 1 | 3                    | 4                    | 2                    |                      |                      |
| Totaux LNH | Totaux LNH               | Totaux LNH  | 784 | 198              | 305              | 503              | 194              | 77               | 6 | 24                   | 30                   | 18                   |                      |                      |

### En équipe nationale
| Année | Équipe | Compétition                 |    | PJ | B | A | Pts | Pun                |  | Résultat |
| 2014  | Suède  | Jeux olympiques             | 6  | 0  | 0 | 0 | 0   | Médaille d'argent  |  |          |
| 2014  | Suède  | Championnat du monde        | 10 | 4  | 2 | 6 | 2   | Médaille de bronze |  |          |
| 2016  | Suède  | Championnat du monde        | 8  | 7  | 1 | 8 | 4   | 6e place           |  |          |
| 2018  | Suède  | Championnat du monde        | 9  | 4  | 1 | 5 | 8   | Médaille d'or      |  |          |
| 2025  | Suède  | Confrontation des 4 nations | 3  | 1  | 0 | 1 | 0   | 3e place           |  |          |

## Trophées et honneurs personnels

### Hockey East
- 2008-2009 : nommé dans l'équipe des recrues
- 2009-2010 : 
  - nommé dans la première équipe d'étoiles
  - termine meilleur pointeur
- 2010-2011 : nommé dans la première équipe d'étoiles

### NCAA
- 2009-2010 : 
  - termine meilleur pointeur
  - termine meilleur passeur
  - finaliste du trophée Hobey-Baker
- 2010-2011 : finaliste du trophée Hobey-Baker

### Ligue américaine de hockey
- 2011-2012 : 
  - nommé dans l'équipe des recrues
  - participe au match des étoiles
- 2012-2013 : 
  - nommé dans la première équipe d'étoiles
  - participe au match des étoiles